# Municipio de Svea (Minnesota)
El municipio de Svea (en inglés: Svea Township) es un municipio ubicado en el condado de Kittson en el estado estadounidense de Minnesota. En el año 2010 tenía una población de 49 habitantes y una densidad poblacional de 0,53 personas por km².

## Geografía
El municipio de Svea se encuentra ubicado en las coordenadas 48°35′7″N 96°57′57″O / 48.58528, -96.96583. Según la Oficina del Censo de los Estados Unidos, el municipio tiene una superficie total de 92.72 km², de la cual 92,7 km² corresponden a tierra firme y (0,02 %) 0,02 km² es agua.

## Demografía
Según el censo de 2010, había 49 personas residiendo en el municipio de Svea. La densidad de población era de 0,53 hab./km². De los 49 habitantes, el municipio de Svea estaba compuesto por el 91,84 % blancos, el 2,04 % eran asiáticos y el 6,12 % eran de una mezcla de razas. Del total de la población el 6,12 % eran hispanos o latinos de cualquier raza.